# The Same Sun
Albums de Sharon Corr
Dream of You
(2010)
The Same Sun (Le même soleil) est le deuxième album solo de Sharon Corr, la violoniste du groupe irlandais The Corrs. L'album est sorti le 16 septembre 2013.  Dans une interview avec Nick Milligan en janvier 2012, Sharon  révèle qu'elle avait conçu ces chansons de son album suivant une approche nouvelle. « Pour la plus grande partie de ma vie », dit-elle, « j'ai écrit mes chansons toute seule.  Quelques chansons écrites pour les Corrs, comme So Young et Radio sont composées de cette façon. Par contre, pour le nouveau album, j'ai écrit des chansons avec d'autres gens et le résultat est prodigieux.  Cela a fourni des angles nouveaux à ma musique qui seraient autrement absents ».  
Sharon Corr avait fini d'écrire son album en mars 2012 ou elle avait déclaré que l'album serait peut être intitulé Catch the Moon (attraper la lune).  Ce titre vient de l'idée que « quand quelqu'un entre dans votre vie et bouleverse la vôtre de telle sorte que vous ferez tout pour cette personne, ... et donc vous attrapez la lune. ». Par contre, le 21 août 2013, il fut annoncé que son album serait intitulé The Same Sun.
L'album est sorti en Indonésie, en Argentine, au Brésil, au Chili et aux Philippines le 16 septembre 2013, et d'autres pays sélectionnés par la suite.

## Pistes
| No  | Titre              | Auteur                      | Durée |
| --- | ------------------ | --------------------------- | ----- |
| 1.  | Raindrops          | Sharon Corr                 | 3:45  |
| 2.  | Take a Minute      | Sharon Corr, Mitchell Froom | 2:59  |
| 3.  | We Could Be Lovers | Sharon Corr                 | 3:19  |
| 4.  | Upon an Ocean      | Sharon Corr                 | 2:56  |
| 5.  | Edge of Nowhere    | Sharon Corr                 | 3:25  |
| 6.  | Full Circle        | Sharon Corr, Mitchell Froom | 3:31  |
| 7.  | You Say            | Sharon Corr                 | 3:58  |
| 8.  | Thinking About You | Sharon Corr                 | 3:43  |
| 9.  | The Runaround      | Sharon Corr                 | 3:06  |
| 10. | The Same Sun       | Sharon Corr                 | 3:49  |
| 11. | Christmas Night    | Sharon Corr                 | 3:27  |